# Шубик, Григорий Моисеевич
Григорий Моисеевич Шубик (1920, СССР) — советский архитектор.

## Биография
Григорий Моисеевич Шубик окончил Харьковский институт инженеров коммунального строительства (ХИИКС) (Харьков) по специальности «Архитектура» в 1945 г. Работал в институтах «Облпроект», НИОХИМ, «Гипрозаводтранс», «Теплоэлектропроект». Автор и соавтор проектов ряда корпусов и сооружений электростанций, жилых домов, объектов социально-культурного и бытового назначения промышленных предприятий в СССР.

## Избранные проекты и постройки
в Харькове:
- Дом связи и управления метрополитена
- Здание проектной организации Министерства транспортного строительства (Минтрансстрой)
- Здание проектной организации Министерства путей сообщения (МПС)